# Noriaki Asakura
Noriaki Asakura (朝倉 徳明 Asakura Noriaki?), född 11 maj 1973 i Shizuoka prefektur, är en japansk tidigare fotbollsspelare.
Asakura började sin karriär 1992 i Shimizu S-Pulse. 1996 flyttade han till Consadole Sapporo. Han avslutade karriären 1997.